# USFA-Wohnhaussiedlung General-Keyes-Straße

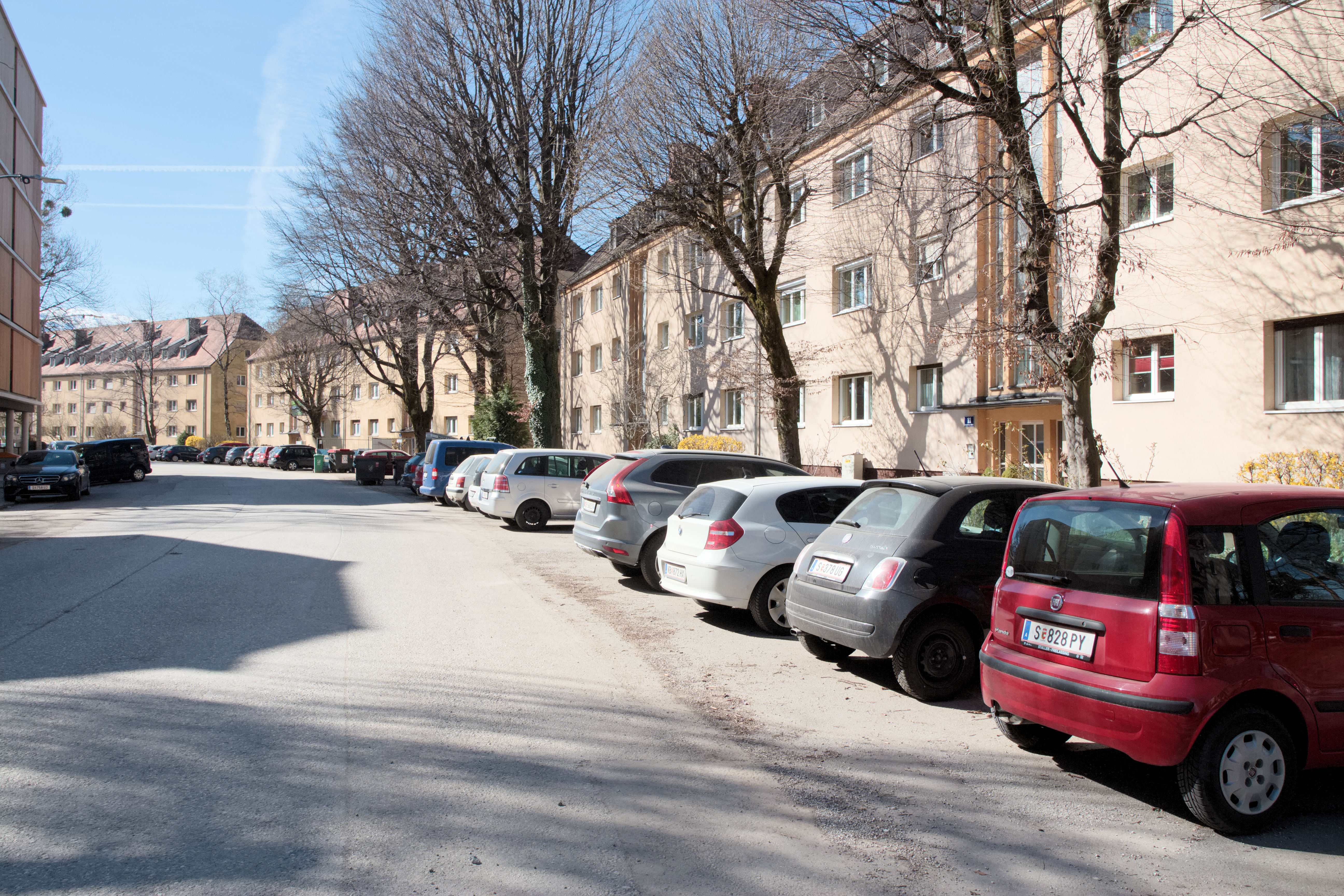
General-Keyes-Straße, ungerade Hausnummern 1–11

Die sogenannte USFA-Wohnhaussiedlung (ursprünglich auch Klein Amerika genannt) ist eine nach den United States Forces in Austria (USFA) benannte Wohnsiedlung entlang der General-Keyes-Straße im Salzburger Stadtteil Liefering linksseitig des Glankanals beidseits der Altglan. Die Straße wurde nach Geoffrey Keyes, dem U.S. Hochkommissar der Alliierten Kommission für Österreich, benannt. Seit 2017 steht der Großteil der Siedlung unter Denkmalschutz (Listeneinträge KG Maxglan, Listeneinträge KG Liefering), weniger wegen künstlerischer Qualitäten, sondern als Erinnerungs- und Zeitdokument.

## Hintergrund
Mit dem kampflosen Einmarsch US-amerikanischer Truppen an der Saalachbrücke aus Richtung der angrenzenden bayrischen Stadt Freilassing und letztlich der Überquerung der zentralen Salzburger Staatsbrücke durch einen Panzer der 3. Infanteriedivision der 7. US-Armee am 4. Mai 1945 um 11:30 Uhr war der Zweite Weltkrieg für Stadt und Land Salzburg beendet, und die zehnjährige Besatzungszeit begann. Die amerikanischen Truppen beschlagnahmten noch am selben Tag Häuser und Wohnungen zur Unterbringung der Armeeangehörigen, womit für Salzburg eine langjährige Phase akuter Wohnungsnot begann. Das im Sommer 1945 gegründete „billeting office“ sollte als erste Maßnahme zur Linderung der Wohnungsnot die Beschlagnahmungen besser ordnen. Ende 1947 lebte immer noch ein Viertel der Salzburger Bevölkerung in Untermiete oder hatte jeder zweite Haushalt Untermieter. Im Dezember 1948 ließen die USFA verlautbaren, dass von rund 5200 durch Bomben beschädigten Wohnungen bereits 3200 wieder aufgebaut und 96 beschlagnahmte Wohnhäuser und 12 Hotels wieder freigegeben worden seien. Die Wohnungsnot blieb aber brisant und wurde durch den Bedarf an Unterkünften für die amerikanische Besatzungsmacht noch verschärft.

## Geschichte
Der Spatenstich für die Wohnhaussiedlung General-Keyes-Straße erfolgte am 7. April 1950. Insgesamt sollte in 20 Wohnblöcken Wohnraum für die amerikanischen Offiziersfamilien geschaffen werden. Sechs Monate nach dem Spatenstich, am 7. Oktober 1950, war das erste Wohnhaus fertig. Die endgültige Fertigstellung der Wohnhaussiedlung erfolgte im September 1951.

## Architektur

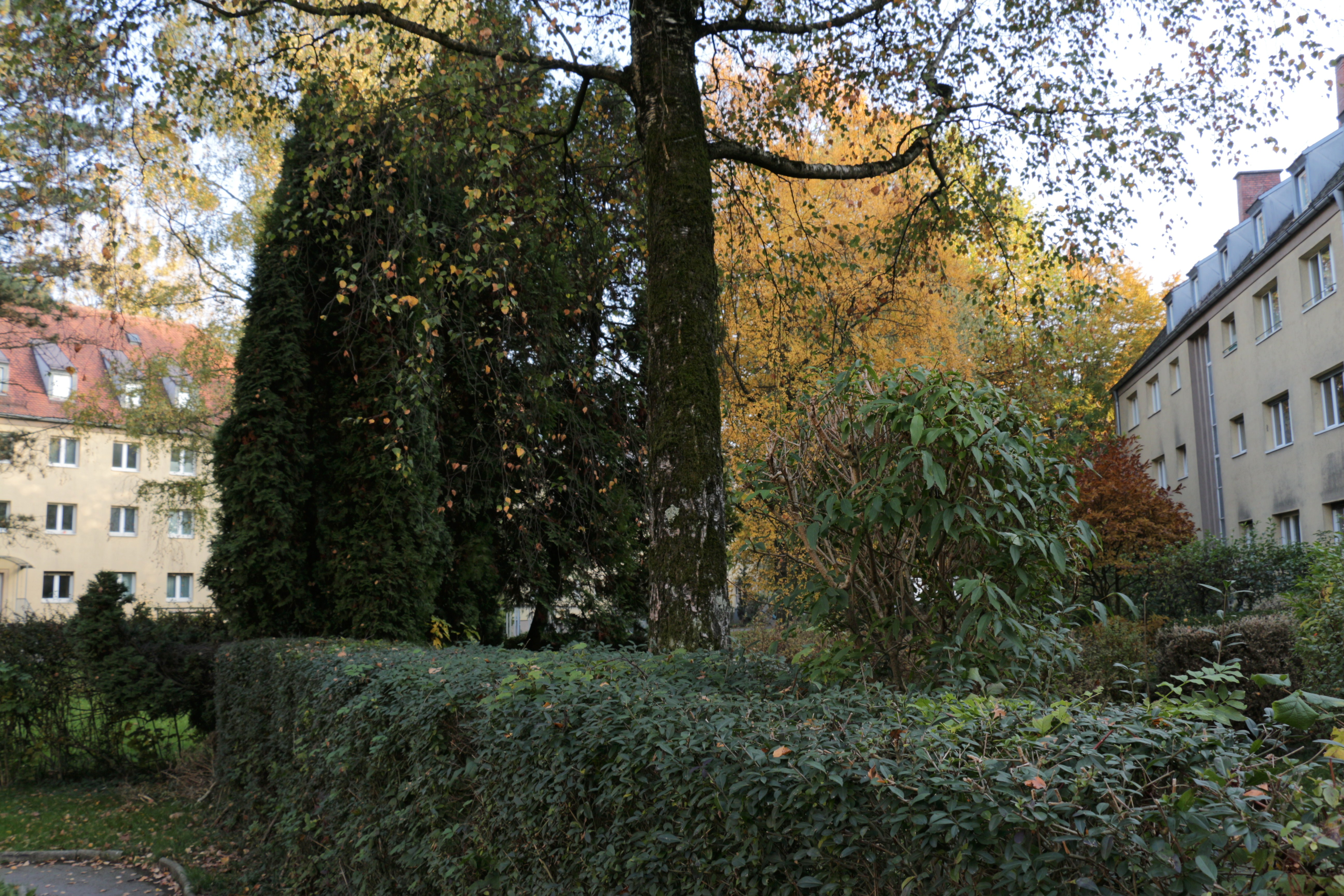
Viel Grünraum zwischen den einzelnen Wohnbauten

Die Siedlung steht in starkem Kontrast zur lokalen Architekturtradition. Es wurde auf Blockrandverbauung zugunsten einer offenen Bauweise verzichtet, geschwungene Verkehrs- und Gehwege sowie bemerkenswert viele Parkplätze zeichneten die Siedlung sowohl 1951 als auch noch heute aus. Zwischen den einzelnen Wohnblöcken ist viel Raum für Grün. Die standardisierten Grundrisse zeugten von einer in Österreich damals kaum bekannten Großzügigkeit.
Die Grundflächen machten pro Wohnung rund 130 bis 140 Quadratmeter aus, ein dritter Standardgrundriss hatte 84 Quadratmeter. Die meisten Zimmer waren größer als 20 Quadratmeter. Die Wohnungen verfügten alle über Einbauküche mit Abwasch (Spüle) und Kühlschrank; die Bäder waren standardmäßig mit Spiegelschrank, Handtuchhalter, Zahnputzbecher und -halterung, Einbauschränken und Badewanne ausgestattet. Die Zimmer haben ebenfalls von Beginn an Einbauschränke. Zur Siedlung gehörten eine Tankstelle an der Einfahrt, eine Kfz-Werkstätte und zwei Kaufhäuser (sogenannte PX-Stores), die aus der Siedlung in den 1950er Jahren eine Stadt in der Stadt machten – von der Salzburger Bevölkerung fallweise bis heute „Klein Amerika“ genannt.

## Bedeutung
Die Siedlung dokumentiert etwa das Vierteljahrhundert vom Ende des Zweiten Weltkriegs bis zum Beginn der 1970er Jahre, in dem die Stadt Salzburg sehr starke räumliche Veränderungen erfuhr. Die Wohnhäuser stehen auch für die Besatzungszeit von 1945 bis 1955, wesentlicher Abschnitt der Zeitgeschichte der Zweiten Republik. Die Wohnhaussiedlung erinnert zudem an den Marshallplan, dessen Gelder auch Land und Stadt Salzburg überdurchschnittliche Wachstumsraten bescherten und zu einer sehr dynamischen Wirtschaftsregion dieser Zeit werden ließen. Mit dem Bau der Siedlung wurde die lokale Wirtschaft angekurbelt. Zugleich steht „Klein Amerika“ für den Import von Wohnkultur. Die Ausstattung der Wohnungen mit Zentralheizungen, Heißwasserspeicher, Innenklosetts und Einbaumöbeln erzeugte einen Technologieschub und half mit, den Wohnstandard im öffentlichen Wohnbau zu heben.
Zur Bedeutung der Siedlung an der General-Keyes-Straße existiert eine Schautafel des Lieferinger Kulturwanderwegs.

## Verdichtung und Modernisierung
Nach dem Abzug der Amerikaner gingen die Wohnbauten in das Eigentum des Bundes (BUWOG) über, der sie 2003 an private Investoren verkaufte. Eine Initiative von 170 Mietern der Anlage, die ihre Mietwohnungen kaufen wollten, war nach zwei Jahren gescheitert.
Eigentümerin ist seit 2015 die GKS Liegenschaftsverwaltungs GmbH (GKS für General Keyes Straße), je zur Hälfte im Eigentum der Immobilieninvestoren Karl Weilhartner und Gerold Breinbauer. Die GKS setzt am Gelände eine maßvolle Nachverdichtung um, die aufgrund der Großzügigkeit der Anlage amtlich genehmigt wurde. In den Gärten zwischen den alten Mehrparteien-Häusern sind noch acht sechsgeschoßige Häuser im Stadium der Fertigstellung (März 2019), die oberirdischen Parkplätze werden in Tiefgaragen verlegt. Die Vermarktung der befristeten Mietwohnungen erfolgt unter der Bezeichnung Wohnanlage Glanbogen. Der erfundene Name erklärt sich aus dem Umstand, dass die General-Keyes-Straße und mit ihr die Anordnung der Gebäude in einem Bogen verläuft und durch das Siedlungsgebiet der Glanbach, namentlich die Altglan fließt.
Die Wohnhäuser werden durch Einbauten von Liften, Ausbau der Dachgeschoße und Anbau von Balkonen modernisiert. Bei den Restaurierungsarbeiten wurden auch die später übermalten Außenwände der Gebäude mit einem Anstrich in den ursprünglichen Farben versehen. Insgesamt soll die Anlage bis 2020 aus rund 450 Mietwohnungen im Alt- und im Neubau bestehen.

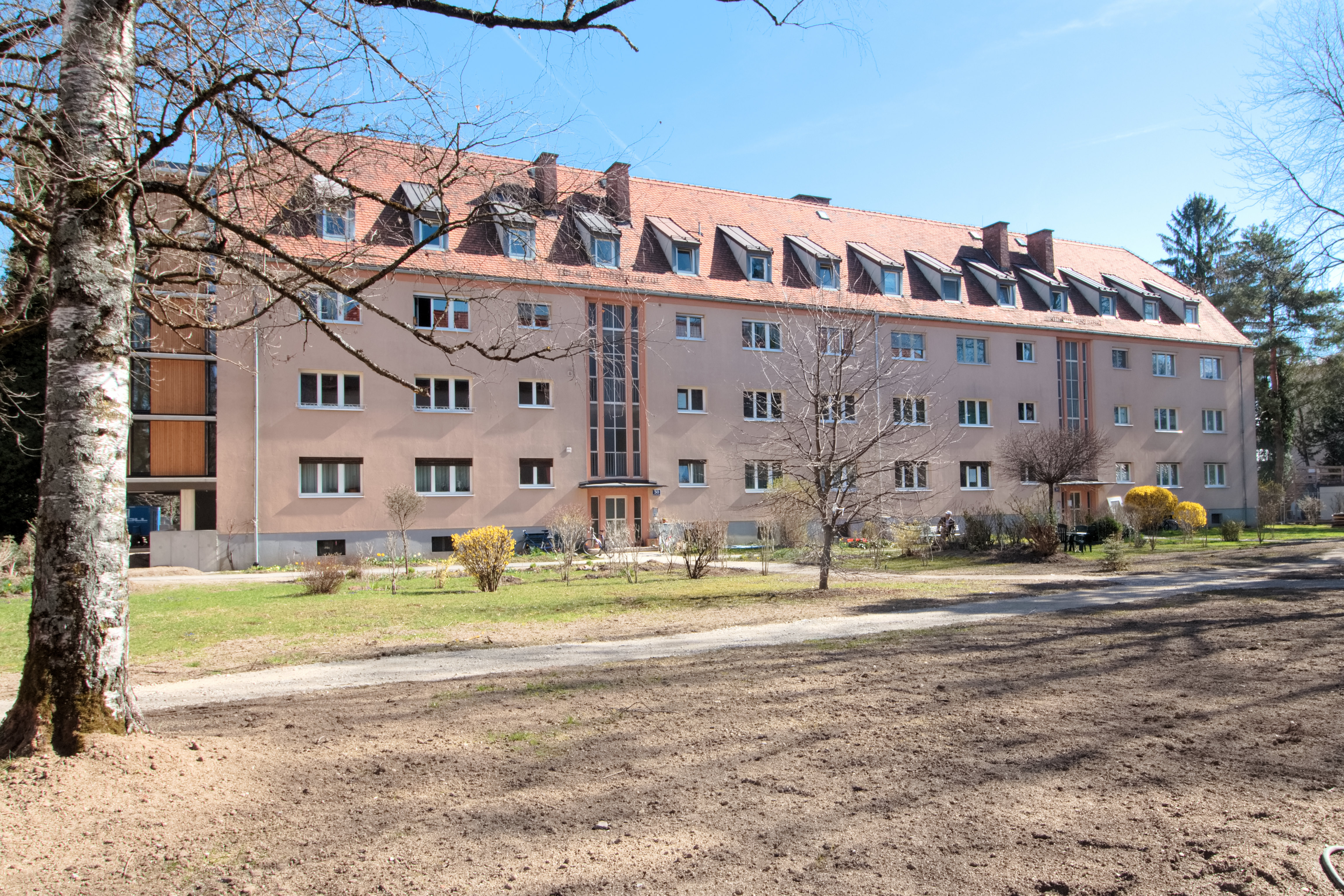
Haus General-Keyes-Straße 30-32 nach der Modernisierung
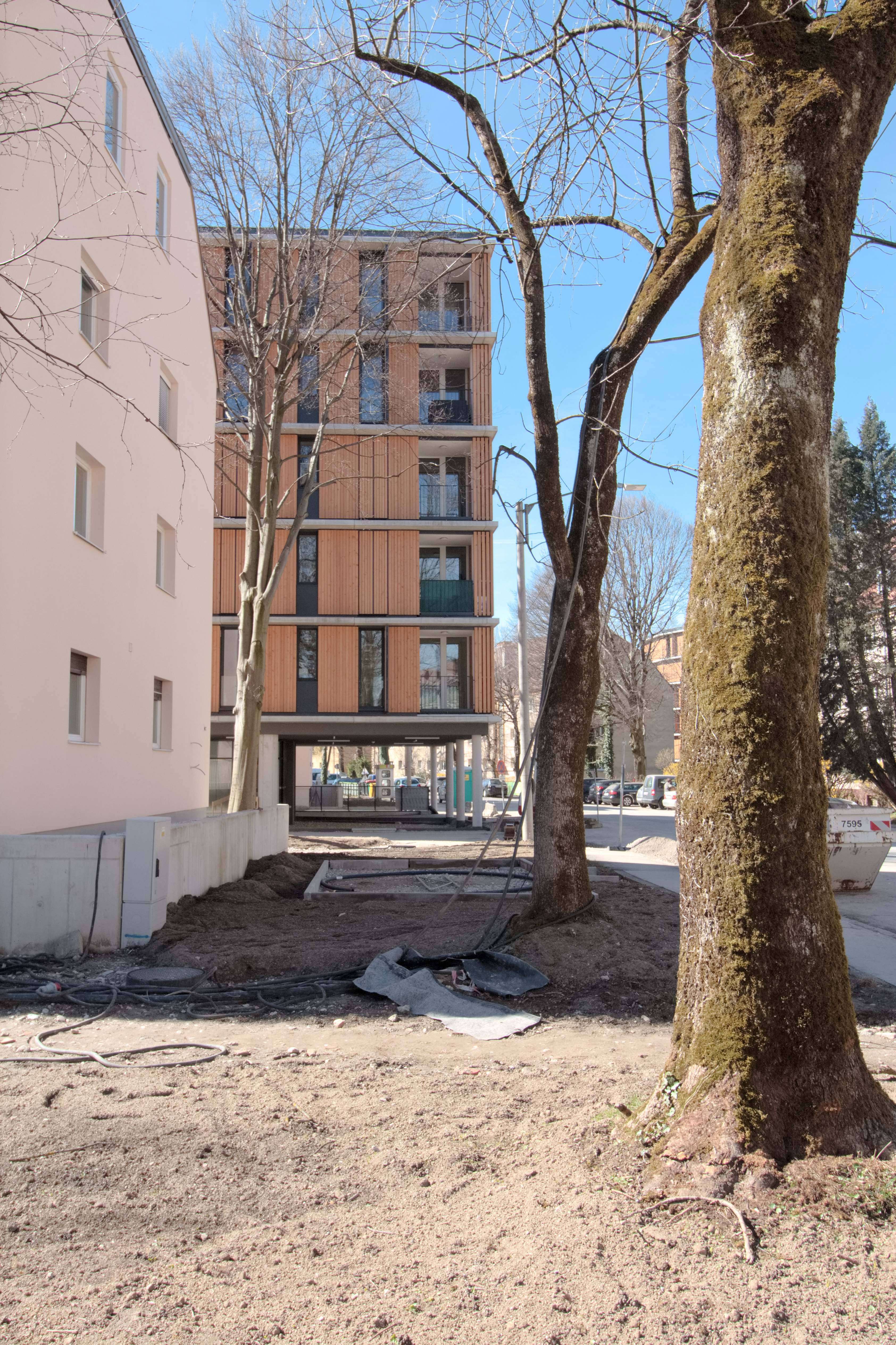
In der Siedlung während der Bauphase 2019; im Hintergrund ein neu errichtetes Gebäude
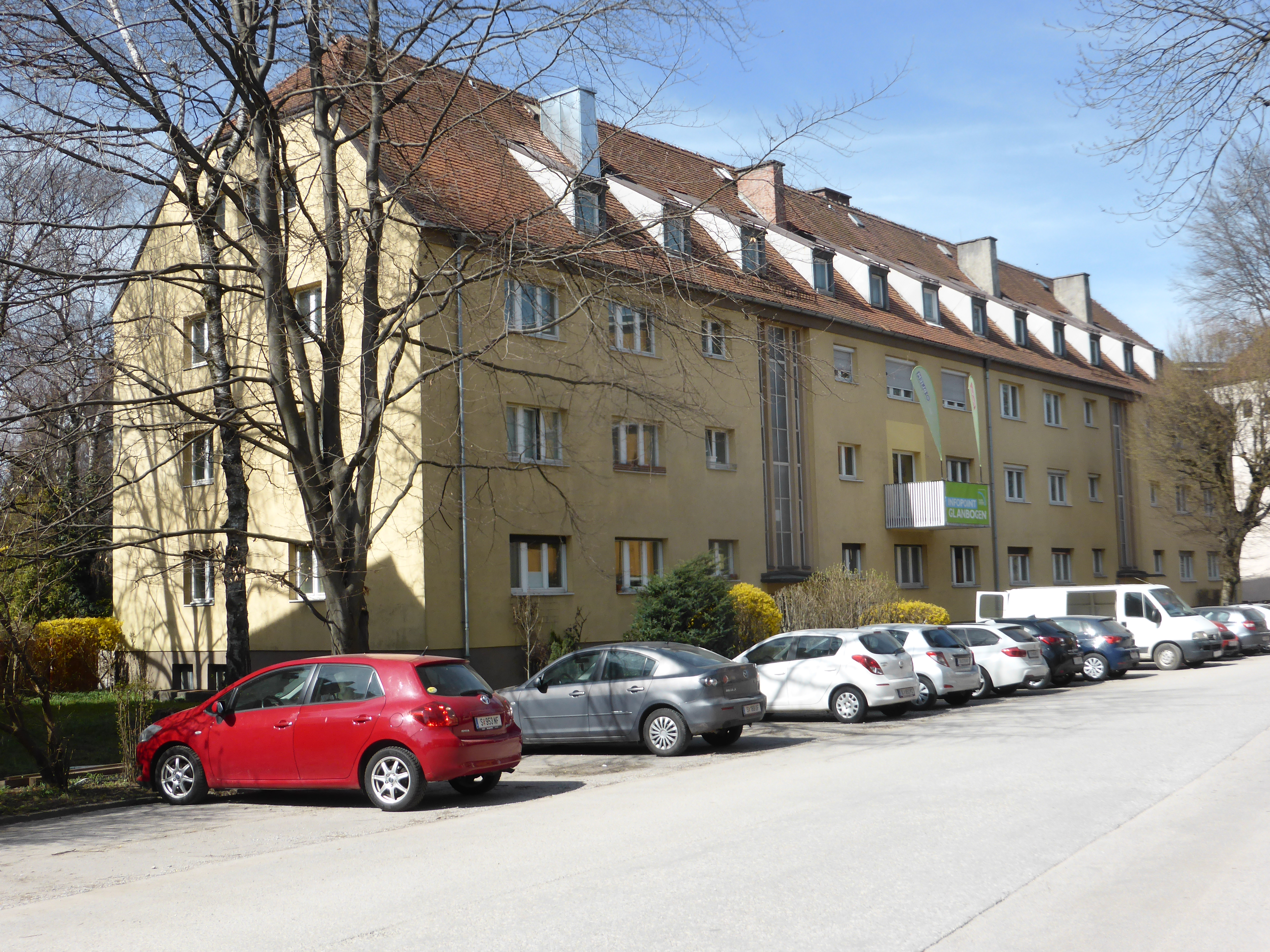
Wohnhaus General-Keyes-Straße 5–7 nach der Modernisierung 2019

### Museumswohnung
Eine der alten Wohnungen wird im Zuge der Modernisierung als Museumswohnung der Öffentlichkeit zugänglich gemacht werden, in welcher Bad, Küche, Türen, Einbauschränke und Lampen aus der Erbauungszeit betrachtet werden können.